# الکامپ
الکامپ (به انگلیسی: ELECOMP)، نمایشگاه بین‌المللی الکترونیک، رایانه و تجارت الکترونیک است که هر سال در تهران و در محل دائمی نمایشگاه‌های بین‌المللی تهران زیر نظر شرکت سهامی نمایشگاه‌های بین‌المللی جمهوری اسلامی ایران برگزار می‌شود.

## دوره سیزدهم
سیزدهمین نمایشگاه ایران الکامپ، ششم تا نهم آبان ماه سال ۱۳۸۶ در محل نمایشگاه‌های بین‌المللی تهران برگزار شد. پیش از برگزاری این نمایشگاه، امیرحسین سعیدی نائینی، رئیس سازمان نظام صنفی رایانه‌ای کشور، در نامه‌ای با توجه به تخفیف ۸۰ درصدی برای غرفه‌داران، به منظور استقبال بیشتر آنان خواستار تعویق زمان برگزاری دورهٔ سیزدهم شده بود که شرکت سهامی نمایشگاه‌ها تخفیف‌ها را تکذیب و این درخواست را رد کرد. سرانجام این نمایشگاه در فضایی به وسعت ۳۰ هزار مترمربع در هشت سالن و با شرکت بیشترین تعداد شرکت‌های معتبر جهانی، بالاترین حضور شرکت‌کنندگان را در کارنامه این نمایشگاه رقم زد. باوجود تحریم‌های بین‌المللی، ۵۵ شرکت مطرح از کشورهایی مانند آمریکا، آلمان، فرانسه، کانادا، اسپانیا، ژاپن، چین، کره، تایوان، استرالیا، مالزی، سنگاپور در این نمایشگاه ثبت نام کردند. در این دوره هزینهٔ هر متر مربع غرفه در بخش ارزی بدون تجهیزات ۱۸۵ یورو، و با تجهیزات ۲۰۰ یورو تعیین شده بود.
در این سال و برای نخستین بار، هم‌زمان با سیزدهمین نمایشگاه الکترونیک، کامپیوتر و تجارت الکترونیک، هشتمین نمایشگاه بین‌المللی صنایع مخابرات، ارتباطات و فناوری اطلاع‌رسانی (تلکام) نیز با وسعت ۱۵ هزار متر و در چهار سالن با حضور ۱۲۲ شرکت داخلی و ۴۰ شرکت خارجی از ۱۷ کشور خارجی در کنار نمایشگاه الکامپ برگزار شد.
در مجموع، با احتساب وسعت نمایشگاه‌الکامپ و تلکام که به ۴۵ هزار متر مربع می‌رسید ۸۰ درصد از فضای نمایشگاه بین‌المللی در ۱۱ سالن و با حضور ۴۵۷ شرکت شامل ۳۹۹ شرکت داخلی و ۵۸ شرکت خارجی با هدف نمایش آخرین دستاوردهای حوزه فناوری اطلاعات و ارتباطات و نیز خدمت رسانی سریعتر، آسانتر و مطلوبتر به مردم و همچنین تشویق و حمایت بخش خصوصی برپا شد.
به گفتهٔ مسئولان برگزارکننده، در چهارمین روز این نمایشگاه رکورد بازدیدکنندگان نمایشگاه‌های کامپیوتری که تاکنون در ایران برگزار شده، شکسته شد. تبلیغات یکی از دلایل این استقبال بیان شده بود. مسئول این نمایشگاه نصب حدود ۵۰ بیلبورد در سطح شهر و ۸ سایت خبری را از مجراهای اطلاع‌رسانی این نمایشگاه اعلام کرد. در این دوره برخی مسئولین کشوری ایران از جمله رئیس‌جمهور، وزیر امور خارجه، وزیر بازرگانی، وزیر تعاون، کار و رفاه اجتماعی، وزیر ارتباطات و فناوری اطلاعات، رئیس سازمان تبلیغاتی اسلامی، مدیرعامل دیتا، دبیر شورای عالی اطلاع‌رسانی و تنی چند از معاونان وزارتخانه‌ها از این نمایشگاه بازدید کردند.
محصولات نرم‌افزاری و سخت‌افزاری جدیدی در این نمایشگاه ارائه شده بود. به عنوان مثال می‌توان به اولین نرم‌افزار ERP تحت شبکه و وب، نرم‌افزار حسابداری صنعتی و کوچک‌ترین پنل رایانه‌ای جهان اشاره کرد. همچنین وزارت بازرگانی در سالن دولت الکترونیک، آخرین دست‌آوردهای خود در حوزه گواهی دیجیتال، سامانه‌های اطلاعاتی و استانداردهای تجارت الکترونیکی را به نمایش گذاشته بود.
در حاشیهٔ این نمایشگاه، در مجموع در طول چهار روز برگزاری، یازده همایش تخصصی در سالن شماره یک این مجموعه برگزار شد که با استقبال چندانی مواجه نشد.
از این بین می‌توان به همایش بررسی بازی‌های رایانه‌ای داخلی و خارجی اشاره کرد. علاوه بر این، شرکت ارتباطات سیار در غرفه خود نسبت به ثبت‌نام و تحویل سیم‌کارت‌های دائمی اقدام می‌کرد. در غرفهٔ شرکت ایرانسل نیز سرویس شارژ الکترونیکی سیم‌کارت برای مشترکان سیم‌کارت‌های اعتباری این اپراتور فراهم شده بود.

### ناکارآمدی
علی‌رغم اعلام برخی آمارها توسط برگزارکنندگان از جمله تعداد رکوردشکن بازدیدکنندگان در این دوره، غرفه‌داران از کمی بازدیدکنندگان و کاهش استقبال نسبت به دوره‌های قبلی حکایت می‌کردند و علت آن را ناهماهنگی و وجود اختلاف بین مسئولان برگزاری، بی‌برنامگی در نحوهٔ تعیین مکان غرفه و تخصیص سالن‌ها، تبلیغات ناکافی بخصوص در رادیو و تلویزیون، ترافیک سنگین در محدودهٔ نمایشگاه بر اثر مسدود بودن برخی راه‌های دسترسی به نمایشگاه، همچنین برگزاری این نمایشگاه در روزهای میانی هفته می‌دانستند. همچنین مسئلهٔ تحریم ایران نیز باعث شده‌است نمایشگاه‌های مشابه مانند جیتکس از استقبال بیشتری نسبت به تهران برخوردار باشند.
همچنین با وجود اینکه اعلام شده بود در راستای محقق شدن دولت الکترونیک تمامی وزارت‌خانه‌ها ملزم به حضور در این نمایشگاه هستند اما تنها وزارت بازرگانی در این نمایشگاه شرکت کرده‌ بود.

### الکامپ سال ۹۸
رسول سراییان دبیرکل سازمان نظام صنفی رایانه ای ایران با اشاره به اهمیت و جایگاه نمایشگاه الکامپ، گفت: به دلیل قرار گرفتن در شرایط تحریم و مشکلات اقتصادی، برای ایجاد انگیزه و امید در صنعت ارتباطات و فناوری اطلاعات، شعار امسال نمایشگاه الکامپ «آینده بهتر» درنظر گرفته شد.
وی با بیان اینکه نمایشگاه امسال در مساحتی در حدود ۳۰ هزار متر مربع برگزار می شود، افزود: این میزان مساحت نسبت به سال گذشته بیش از ۱۰ درصد افزایش را نشان می دهد و امیدواریم هم از بُعد کیفی و هم از بُعد کمی امسال الکامپی متفاوت داشته باشیم. سراییان با اشاره به اینکه در حدود ۵۰۰ استارت آپ در بیست و پنجمین نمایشگاه الکامپ شرکت می کنند، تصریح کرد: حضور این تعداد استارت آپ در نمایشگاه امسال نسبت به سال گذشته ۱۲ درصد افزایش داشته است.